# Édouard André (paysagiste)
Pour les articles homonymes, voir Édouard André et André.
 (juin 2016).
Si vous disposez d'ouvrages ou d'articles de référence ou si vous connaissez des sites web de qualité traitant du thème abordé ici, merci de compléter l'article en donnant les références utiles à sa vérifiabilité et en les liant à la section « Notes et références ».

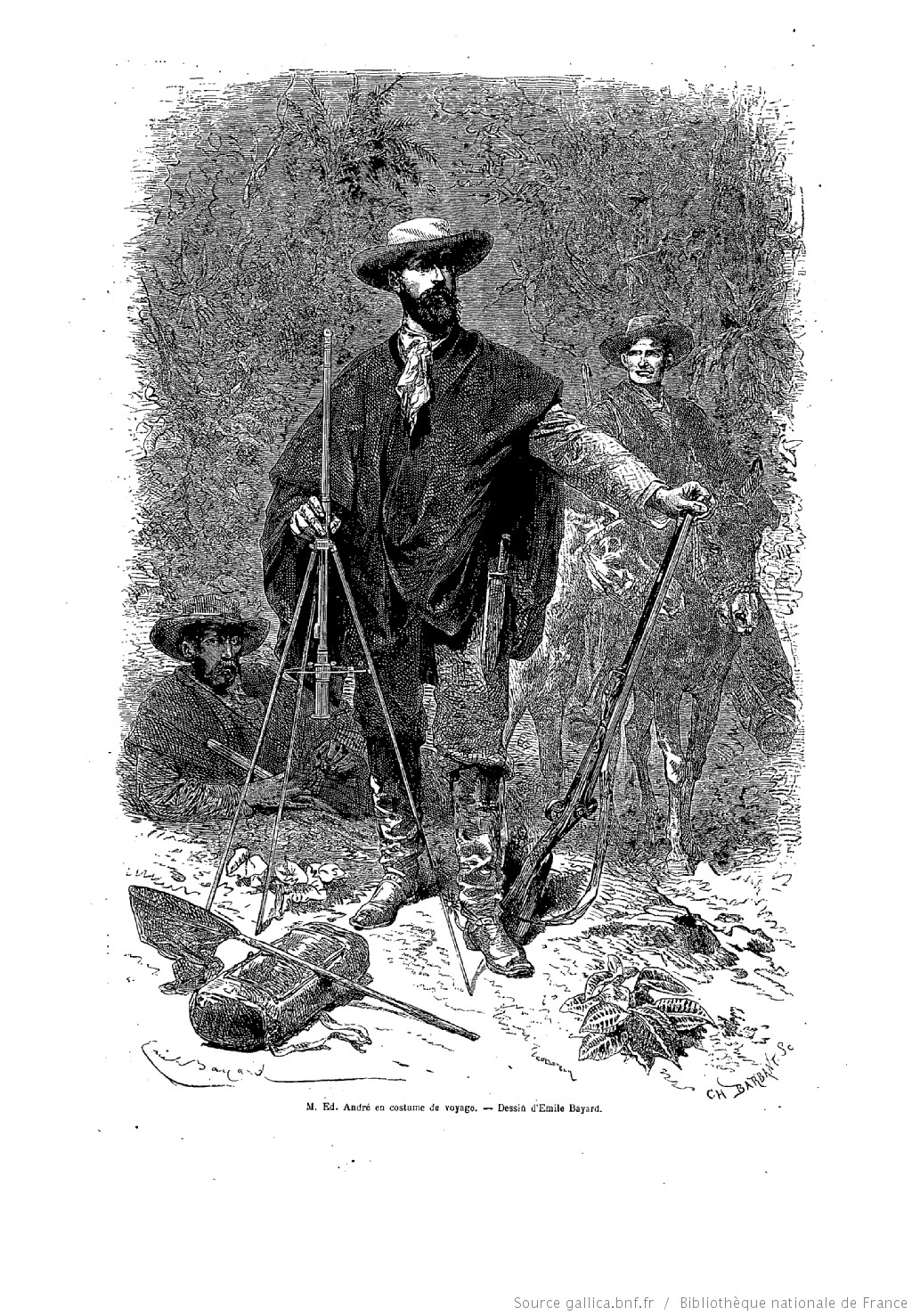
Édouard André en costume de voyage en Amérique équinoxiale. Gravure d'Émile Bayard (1877).

Édouard François André, né le 17 juillet 1840 à Bourges et mort le 25 octobre 1911 à La Croix-en-Touraine est un jardinier, paysagiste et explorateur français, réputé pour avoir conçu les parcs de Monte-Carlo, d'Euxinograd, de Montevideo et de Luxembourg. C'est le premier Européen à avoir rapporté plus de vingt-cinq espèces d'Anthurium (dont Anthurium andraeanum) en Europe.

## Biographie
Né dans une famille de modestes pépiniéristes, Édouard André entra en 1860 au Service des promenades de la Ville de Paris, aux côtés de Jean-Pierre Barillet-Deschamps. Il participa aux plantations du parc des Buttes-Chaumont.
Ami du critique Jules Janin, dont il fut aussi le secrétaire occasionnel, il rencontra George Sand et signa à ses côtés un article sur les jardins de Paris dans le Paris-Guide de 1867.
Lauréat du concours organisé par la ville de Liverpool pour la création du parc Sefton en 1866, il s'engagea alors dans une carrière libérale qui devait l'amener à travailler dans l'Europe entière, soit pour des commandes publiques, soit pour des commandes privées.
Il mena à bien, en vingt ans, la transformation en couronne verte des anciennes fortifications de la ville de Luxembourg.
Il créa aussi, le champ de Mars de Montpellier, le  jardin public de Cognac, la roseraie de L'Haÿ-les-Roses pour le compte de Jules Gravereaux, administrateur du Bon Marché.
Édouard André fit l'acquisition, en 1871, d'une propriété à La Croix-en-Touraine. Il désirait y créer une structure où expérimenter ses propres méthodes, tant en matière d'aménagement qu'en botanique et en horticulture. Cette propriété de la vallée du Cher, située à trois kilomètres de la forêt d'Amboise, au cœur du village, était formée d'un terrain d'alluvions, bordé d'un petit cours d'eau.
Cette propriété semble avoir été plus restreinte à l'origine, avec sa maison donnant sur la rue principale du village. Dans ce parc aux dimensions modestes, sans perspectives ouvertes sur le grand paysage, Édouard André a su ménager des surprises, des découvertes successives tout en utilisant l'art du vallonnement et des modelés avec délicatesse pour animer subtilement l'espace. Il a alterné les vues intérieures et les scènes pittoresques et intimes, offrant selon les heures, ombrage et abri, lumière et repos; l'ensemble générant un sentiment d'harmonie qui est encore perceptible de nos jours.
Le parc, espace naturel sensible d'une superficie d'un peu plus de deux hectares, a fait l'objet d'une acquisition par la municipalité de La Croix-en-Touraine et est ouvert au public depuis novembre 2003. Des études ont été réalisées en 2005 et ont reçu l'assentiment du conservatoire national des Monuments Historiques en juin 2006.
Finalement, la maison d'Édouard André a bénéficié de la part de la municipalité de nombreux travaux de réhabilitation et ce, en préservant au maximum l'esprit de son illustre occupant. Elle tient désormais le rôle de mairie et a été inaugurée le 28 juin 2008.
Rédacteur en chef de L'Illustration Horticole, superbe revue appartenant à l'horticulteur belge Jean Linden, il se vit en outre confier en 1875-1876 une exploration botanico-horticole dans les Andes, dont il rapporta de nombreuses richesses végétales. La plus marquante en est certainement Anthurium andraeanum, aujourd'hui emblème de la Martinique.
La famille de l'ananas (Broméliacées) devint sa passion et il put proposer aux horticulteurs la culture de nombreuses nouveautés ou hybrides issus de ses voyages et de ses travaux.
Il devint le troisième professeur d'art des jardins à l'École nationale d'horticulture de Versailles.

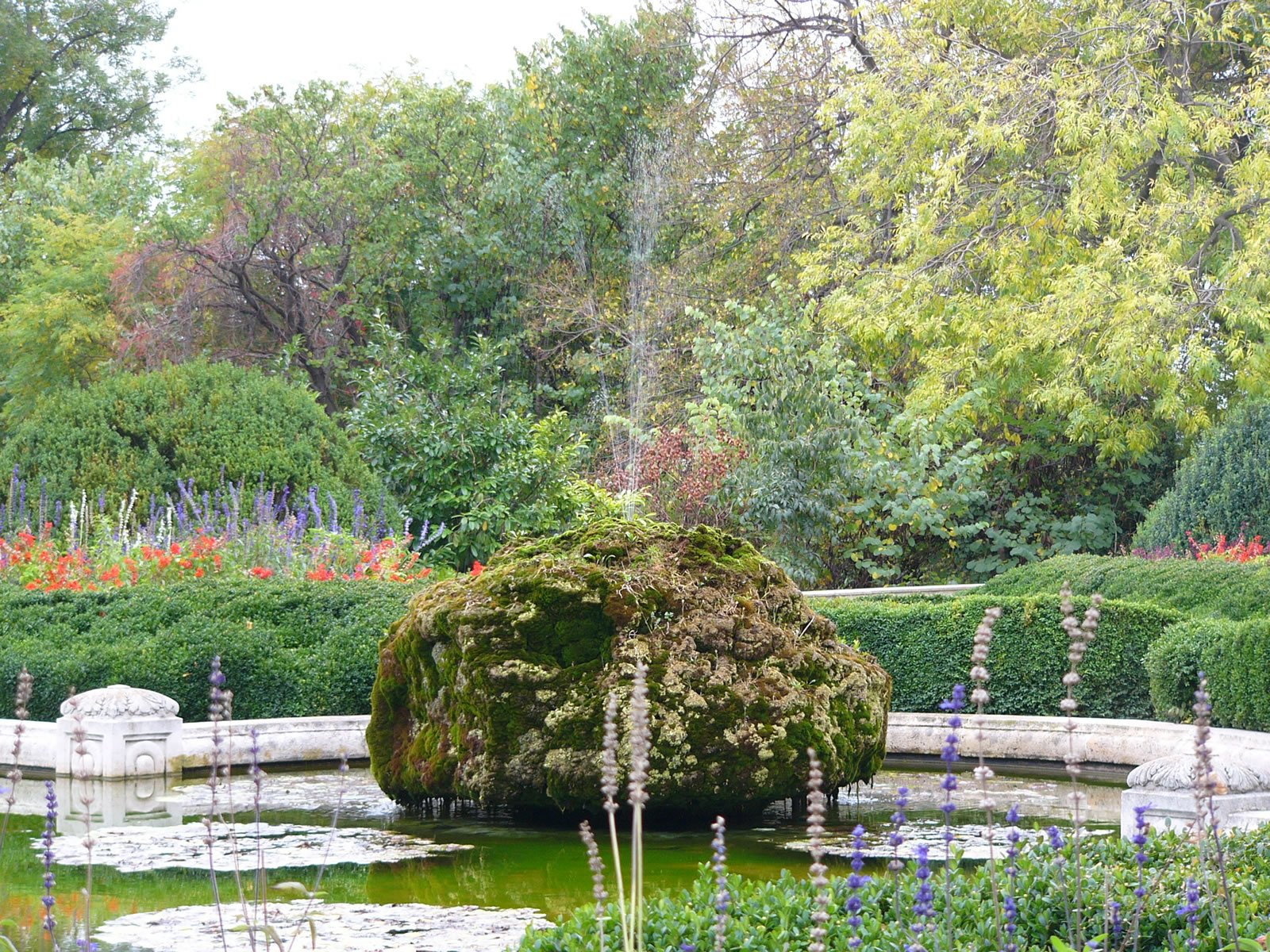
Vue du parc d'Euxinograd.

Il est spécialiste des jardins anglais du XIXe siècle et particulièrement des jardins en creux munis de ponts et d'escaliers en faux rondins de mortier moulé, comme dans la résidence d'été du roi Ferdinand Ier de Bulgarie, le château d'Euxinograd, près de Varna.
Horticulteur et paysagiste réputé, Édouard André fut également à la tête, durant plus de vingt ans, de la prestigieuse Revue Horticole. Il développe des activités d'acclimatation dans sa propriété de Golfe Juan, la villa Colombia.
Il fut appelé en 1890 par la municipalité de Montevideo pour établir l'urbanisation verte de cette ville.
Dans les dernières années du XIXe siècle, le comte polonais Félix Tyszkiewicz a fait appel à lui pour réaliser des parcs autour de quatre de ses châteaux lituaniens : celui du château Tyskiewicz à Polaga, et ceux de Lentvaris, Užutrakis et Trakų Vokė.
Mort le 25 octobre 1911 à La Croix-en-Touraine, il est inhumé le 29 octobre 1911 au cimetière de Montmartre 23e division dans la sépulture de famille du violoncelliste Auguste-Joseph Franchomme, dont il avait épousé les deux filles.
Au début du XXe siècle, son fils René-Édouard fit l'acquisition de la « Pagode de Chanteloup » à Amboise, seul vestige important du magnifique domaine du duc de Choiseul au XVIIIe siècle, et la fit restaurer de 1908 à 1910.
Le siège social de l'actuelle « S.C.I. de la Pagode », créée par ses descendants pour gérer ce monument historique ouvert au public, est à la Croix-en-Touraine.

## Distinctions
- Officier d'académie
- Officier de l'ordre de la Couronne d'Italie

- Officier de l'ordre de la Couronne de chêne (Luxembourg)
- Officier de la Légion d'honneur (1900)

## Publications (liste partielle)
- avec Auguste Rivière, Jules Rothschild & Ernest Roze, Les Fougères : choix des espèces les plus remarquables pour la décoration des serres, parcs, jardins et salons, précédé de leur histoire botanique & horticole, Volume 1, 1867 - en ligne.
- « Voyage en Amérique équinoxiale », Le Tour du monde : Nouveau Journal des voyages, 1877-1983.
- Bromeliaceae Andreanae. Description et Histoire des Bromeliacées récoltées dans la Colombie, l'Ecuador et la Venezuela, Librairie Agricole, Paris, 1889. Réédition : Big Bridge Press, Berkeley (Ca.), 1983.
- L'art des jardins - Traité général de la composition des parcs et jardins, Masson, Paris, 1879. Réédition : Lafitte Reprints, Marseille, 1983 - disponible sur Gallica.
- Un rare rapport de restructuration paysagère du château de la Rouvière par Édouard André pour le compte de Joseph Bonnasse.

## Réalisations partielles
- 1865 - Création du parc du Château la Chassagne à Fleurey-sur-Ouche dans la Côte-d'Or.
- 1866 - Lauréat du concours organisé par la ville de Liverpool pour la création du parc Sefton.
- 1876 - Édouard André et son fils René conçoivent le parc de la propriété de ses beaux-parents, le manoir de l'Isle, situé à Pont-Audemer en Normandie. Chaque arbre de ce parc fut planté en fonction d’une vue finale, temporelle. Il fait aujourd'hui partie d'un l'hôtel quatre étoiles de charme "Belle Isle sur Risle".
- 1880 - Réalisation du parc du château d'Avauges à Saint-Romain-de-Popey.
- 1880 - Transformation intégrale des jardins du château du Lude (Loire).
- 1890 - Pour la municipalité de Montevideo établir l'urbanisation verte de cette ville.
- 1894 - Roseraie du Val-de-Marne à L'Haÿ-les-Roses.
- 1886 - Parc Domaine Thermal, Mondorf les Bains, Luxembourg.
- 1898 - Parc du château de Caradeuc, commune de Plouasne, Côtes-d'Armor, pour le comte René de Kernier.
- 1902 - Parc du château de Boisse, commune de Saint-Jouvent en Haute Vienne.
- 1924 - Parc public du Pré Grand à Carmaux de 4,4 hectares, conçu par son fils René-Édouard André pour la Société des Mines de Carmaux et inauguré en 1929.